# Валуєво (Амурська область)
Валуєво (рос. Валуево) — село у Завітінському районі Амурської області Російської Федерації. Розташоване на території українського історичного та етнічного краю Зелений Клин.
Входить до складу муніципального утворення Преображенівська сільрада. Населення становить 112 осіб (2018).

## Історія
Село засноване 1892 року. Назване на честь Амурського військового губернатора А. М. Валуєва. До 1910 року називалося Рогожине — за прізвищем першого поселенця.
З 20 жовтня 1932 село року ввійшло до складу новоутвореної Амурської області.
З 1 січня 2006 року входить до складу муніципального утворення Преображенівська сільрада.

## Населення
| 2002 | 2010 | 2012 | 2013 | 2014 | 2015 | 2016 |
| ---- | ---- | ---- | ---- | ---- | ---- | ---- |
| 39   | ↗147 | ↘141 | ↘137 | ↘128 | ↘125 | ↘120 |
| 2017 | 2018 |      |      |      |      |      |
| ↘115 | ↘112 |      |      |      |      |      |